# Energia dels corrents marins

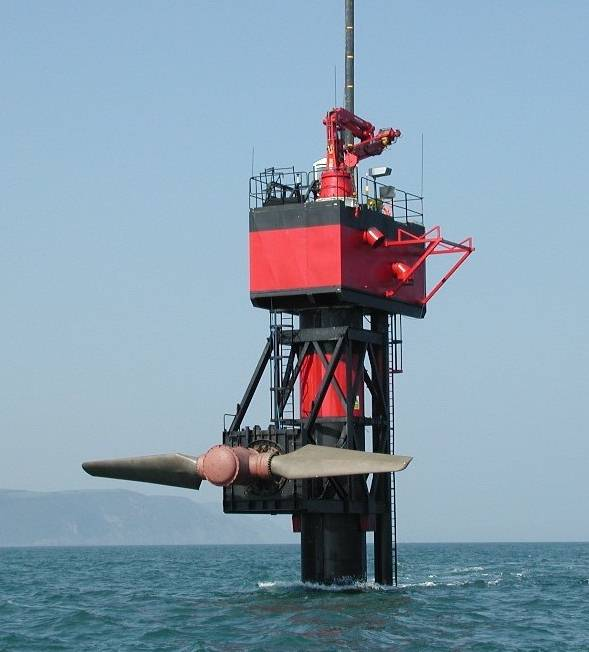
Prototipus d'aerogenerador marí, hissat sobre el nivell de mar. 2003

L'energia dels corrents marins és una font d'energia renovable amb la qual hom aprofita l'energia cinètica (mecànica) dels corrents horitzontals de dins de mars i oceans per a produir electricitat. En realitat és un sistema similar a la producció d'energia del vent amb molins però amb la diferència fonamental que es fa sota l'aigua. Els corrents fan moure uns àleps, transformant així l'energia cinètica del corrent en energia cinètica de rotació d'una turbina.
Es tracta d'un sistema en fase d'investigació, amb prototipus a Espanya, França i altres països. El seu potencial és elevat, per exemple, investigadors gallecs afirmen que a Galicia el corrents marins són fins a vuit vegades superiors en potència a la del vent a les costes, amb la qual cosa podrien arribar a produir fins a quatre vegades més energia dels corrents marins que l'eolica.